# 九头蛇号胸墙浅水重炮舰
“九头蛇”号胸墙浅水重炮舰（HMS Hydra）是英国皇家海军19世纪70年代建造的四艘独眼巨人级胸墙浅水重炮舰中第二艘完工的舰船。这些船只是在1870年的战争危机期间为了满足本地防御需求而订购的，但随着战争威胁的减少，建造速度大大放缓。该舰在其服役生涯中大部分时间都处于封存状态；其唯一持续服役期是1878年俄土战争期间的四个月，当时英国试图迫使俄国在不攻占君士坦丁堡的情况下结束战争。“九头蛇”号于1903年被报废拆解。

## 设计和描述
本舰的垂间长度为225英尺（68.6），舷宽为45英尺（13.7），满载时吃水深16英尺3英寸（4.95），排水量为3,480長噸（3,540公噸），标配舰员为156名官兵。
海军上将乔治·亚历山大·巴拉德形容独眼巨人级就像“骑在驴子上的全副武装的骑士，容易躲避但难以与之近距离作战”。虽然不至于无法应对恶劣天气，但即使在中等海况下，这些舰只的甲板经常被浪花淹没。而舰上的住宿条件也被评为舰队中最差的，被普通海员称为“罐头味道的老鼠洞”。

### 推进器
“九头蛇”号装备有两台由约翰·埃尔德制造的4缸倒装式复合蒸汽机，每台驱动一具直径12英尺（3.7）螺旋桨。舰上的锅炉工作压力为60磅力每平方英寸（414千帕斯卡；4千克力每平方）。在1872年7月4日的海试中，舰载发动机总共产生了1,472匹指示馬力（1,098千瓦特），使该舰的最大航速达到了11.2節（20.7每小時；12.9英里每小時）。“九头蛇”号可装载250長噸（250公噸）煤，足以以10節（19每小時；12英里每小時）的速度行驶3,000海里（5,600；3,500英里）。

### 武器
本舰在每个炮塔上安装了两门10英寸前装膛线炮，使用重407英磅（184.6）的炮弹。该炮的炮口初速为1,365英尺每秒（416每秒），据称能够在100碼（91）处穿透标称为12.9英寸（330）的熟铁装甲。这种炮既能发射实心炮弹，也能发射爆炸炮弹。大炮本身重18長噸（18公噸），被安装在使用液压千斤顶升降炮管的炮架上。

### 装甲
独眼巨人级胸墙浅水重炮舰都安装有完整的熟铁水线装甲带。其舰舯部厚度为8英寸（203），两端减薄至6英寸（152）。上层建筑和指挥塔都被8—9英寸（203—229）熟铁装甲遮盖，这也是其被称为“胸墙”的原因。炮塔正面装甲10英寸，侧面和后面为9英寸。所有的垂直装甲都由9—11英寸（229—279）的柚木支撑。甲板厚度为1.5英寸（38.1）。

## 建造
“九头蛇”号于1870年9月5日由加文的罗伯特·内皮尔父子公司启动建造。该舰于1871年12月28日下水，1872年8月开始服役。同月，该舰被拖到德文港进行漫长的舾装作业，最终在1876年5月31日完工。该舰造价194,334英镑。

### 整修
虽然在这些舰只还在建造过程中就已经提出建议，要将上层建筑伸到船舷以提高它们的稳定性和适居性，但这一建议直到19世纪80年代进行翻新时才实施。这次翻新还加强了胸墙和上层甲板，增加了另一道水密舱壁以及假龙骨。此外还在胸墙上增加了4门3磅重的霍奇基斯速射炮、5挺机枪以及几盏探照灯用于防御鱼雷艇。这使他们的舰员增加到大约191人，并增加了80長噸（81公噸）的排水量。

## 服役

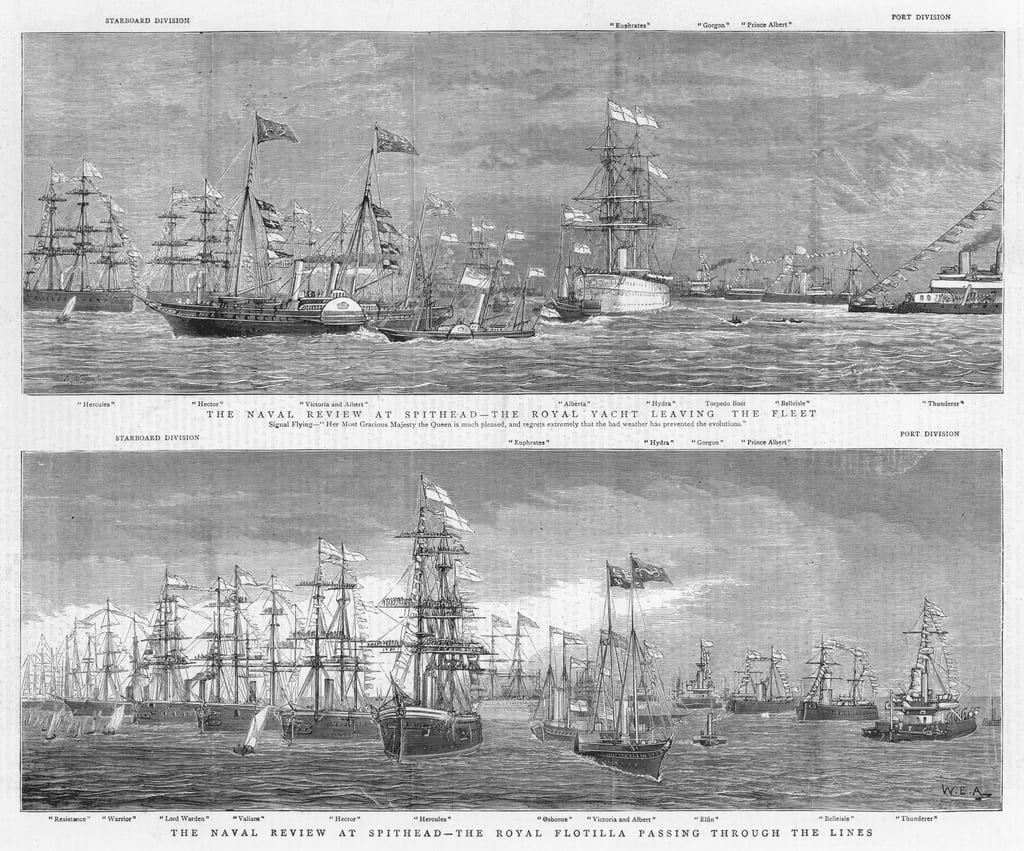
“九头蛇”号出现在1878年斯皮特黑德海军检阅中。出自《The Graphic》

尽管下水时间最晚，但“九头蛇”号依然是独眼巨人级第二艘完工的舰只。入役后该舰被安排在第一预备队。在俄土战争爆发后的1878年4月至8月期间，该舰与其姊妹舰一起在凯古柏海军上将的特任舰队服役并驻扎在波特兰港。“九头蛇”号于1878年8月在希尔内斯被出售，成为英国皇家海军“邓肯”号的补给舰。该舰于1888年至1889年进行了改装，1901年前一直在查塔姆的预备舰队服役。独眼巨人级的所有四艘舰都参加了1887年、1889年至1890年和1892年的年度舰队演习。与其所有的姊妹舰一样，“九头蛇”号于1901年被列入无效名单，并于1903年7月7日以8,400英镑的价格售出。

## 脚注

### 引用
1. ↑  张恩东 (2018)，第66頁.
2. ↑  李昊 (2020a)，第142頁.
3. 1 2 3  Parkes (1990)，第213頁.
4. ↑  Ballard (1980)，第219頁.
5. ↑  Ballard (1980)，第218頁.
6. ↑  Ballard (1980)，第246–249頁.
7. ↑  Silverstone (1984)，第169頁.
8. ↑  Gardiner (1979)，第6頁.
9. ↑  Parkes (1990)，第212頁.
10. ↑  Parkes (1990)，第213–214頁.
11. 1 2  Parkes (1990)，第215頁.
12. ↑  Parkes (1990)，第212, 214頁.
13. ↑  Gardiner (1979)，第25頁.
14. ↑  张黎源 (2020)，第197頁.
15. ↑  Silverstone (1984)，第224頁.